# HD 100655
HD 100655 — звезда, которая находится в созвездии Лев на расстоянии около 398 световых лет от нас. Вокруг звезды обращается, как минимум, одна планета.

## Характеристики
HD 100655 — звезда 6,45 видимой звёздной величины; впервые в астрономической литературе упоминается в каталоге Генри Дрейпера, изданном в начале XX века. Она представляет собой жёлтый гигант, превосходящий по размерам наше Солнце в 43 раза. При этом масса звезды составляет всего 2,4 массы Солнца. Температура поверхности приблизительно равна 4861 кельвинов.

## Планетная система
В 2011 году командой японских и корейских астрономов было объявлено об открытии планеты HD 100655 b в системе. Это газовый гигант, имеющий массу, равную 1,7 массы Юпитера. Она обращается на расстоянии 0,76 а.е., совершая полный оборот за 157 суток. Открытие планеты было совершено методом Доплера.